# ファーストコンタクト
ファーストコンタクト（英語: first contact）は、異なる文明または種族間における、個人または組織間の最初の相互接触のことである。

## 文化人類学におけるファーストコンタクト
第一に、「ファーストコンタクト」は文化人類学用語である。
一般に歴史上の経験則から、異なる文明、特に双方の文明に発達程度の開きがある場合、相互理解と共存には困難が伴い、時として、優勢な方の劣位側への一方的な征服の形に終わることがある。
その際、優位側の劣位側にとって特異な文化が、劣位側に「カルチャー・ショック（文化的衝撃）」を与えて、この傾向を更に加速させる傾向がみられる。アカルチュレーションも参照のこと。

## SFにおけるファーストコンタクト

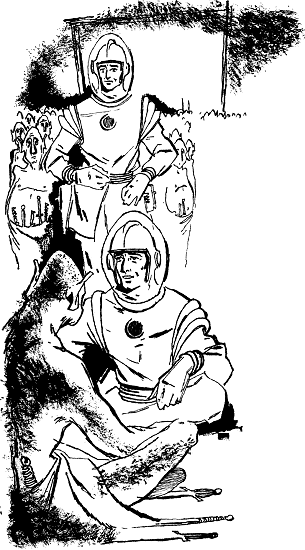
人間と異星人のファーストコンタクトを描いた挿絵（『戦士の種族』）

第二に「ファーストコンタクト」は、小説、映画、アニメーションなど各種の異星文明との接触を扱ったSFにおける、主要なテーマの題材となっている。マレイ・ラインスター『最初の接触』（First Contact、1945年）がその初期の作品であり、SF作品における「ファーストコンタクト・テーマ」のはじまりとされる。
恒星間を航行できるほどの優れた文明を持った異星の種族との接触は、既に述べた文化人類学上の経験則から得た危険が常につきまとう。そして彼らは「人類」という種と同じメンタリテイ（精神構造）や体の構造を持つとは限らない。
そのような複雑で、魅力ある主題である為、欧米のアーサー・C・クラーク、J.P.ホーガンの著作や、映像作品『スター・トレック』など、多くのSF作品でこのようなテーマが扱われてきた。例えば、スタニスワフ・レムの『ソラリスの陽のもとに』では惑星全体を覆う一つの海が知性を持っている。海は人類と接触するが、その接触法は人類の理解を超えるものであった。また、フレッド・ホイルの『暗黒星雲』には知性を持った暗黒星雲が登場する。暗黒星雲の体の構造は全く人類とは異なるものの、そのメンタリティは人類と似ているようで相互理解に成功する。
日本の場合、多くは商業アニメーション作品の中でこのテーマが描かれることが多い。
1980年に製作されたアニメ『伝説巨神イデオン』では、外宇宙に乗り出した地球人と、「イデ」と呼ばれる無限力（「むげんちから」と発音）を探索していた氏族社会の異星人バッフ・クランが第三者である意識集合体イデの導きにより、入植地球人が「ソロ星」と呼ぶ惑星で、不幸なファーストコンタクトを迎えたことによる戦闘と悲劇が描かれた。   
また、1982年製作の『超時空要塞マクロス』では、「プロトカルチャー」と呼ばれる先史文明異星人によって作られた巨人の戦闘クローン兵士「ゼントラーディ」と人類との接触と、絶望的な状況からの「彼らの知らない文化」による「カルチャー・ショック（文化的衝撃）」を武器にした逆転的な勝利と、その後の種族間の相互理解への問題が描かれていた。   
1983年製作の『機甲創世記モスピーダ』では、国内商業アニメーションにおける最初の非人間型知的異星生物「インビット」に占領された後の地球を舞台に、これらを奪回すべく火星または月から送り込まれた軍隊とのレジスタンス運動を通して、異なるメンタリテイを持つ異星人との接触や、占領された地球人の反応、環境に適応する為に地球人と同じ「肉体」を持ったが為に、「個」の意思や感情により分裂・混乱する知的異星生物の内情を描くなど、意欲的な試みもなされている。   
1984年製作の『超時空騎団サザンクロス』においては、汚染された地球を捨て、惑星グロリエに入植した地球人と、先住民族「ゾル」との対立と先住民族の文化の崩壊が描かれた。 
そしてこのテーマは、描くべきテーマが拡散・多様化した現代においてもなお、文化人類学、そしてSFの主要な命題の1つであるという地位を失っていない。